# Джек із Тіні
«Джек Тіньовий» (англ. Jack of Shadows) — роман, який поєднує в собі елементи наукової фантастики та фентезі, написаний американським автором Роджером Желязни. За його словами, книга (але не головний герой) названа на честь Джека Венса. У передмові до роману він згадав, що намагався передати деякі екзотичні пейзажі, часто присутні у роботах Венса. Желязни написав книгу в першому варіанті й не переписував. Роман був виданий частинами у Ф&СФ в 1971 році й опублікований окремою книгою в тому ж році. Він був номінований премію Г'юго 1972 р. і отримав № 4 в опитуванні премії Локус за найкращий роман.
Тексти, видані в журналі та книзі, трохи відрізняються через те, що помилка при формуванні книги спотворила розмову між Джеком і Зірницею у главі 6; правильна версія з'явилася в оригінальній журнальній публікації й була передрукована у «The Collected Stories of Roger Zelazny, Volume 3: This Mortal Mountain», NESFA Press, 2009.

## Короткий сюжет
Дія роману відбувається на припливно-заблокованій планеті: одна сторона планети постійно перебуває у світлі, а інша — у темряві. Наука править на освітленій стороні, а магія панує в ночі.
На нічній стороні планети живуть могутні магічні істоти й для більшої їхньої частини їхні магічні сили походять з чітко визначених місць (локусів). Головний герой Джек Тіньовий (він же Джек-Тінь, англ. Shadowjack) є унікальним серед магічних істот тому, що він черпає свою силу не з якогось визначеного фізичного місця, але з самої тіні. Він майже недієздатний в умовах повної освітленості або в повній темряві, але при доступі до навіть невеликої площі тіні, його сила не має собі рівних.
Єдиний друг Джека, істота Зірниця, покарана тим, що застрягла в камені на краю ночі й звільниться, лише коли прийде світанок. Його тулуб і голова стирчать зі скелі й він чекає на сонце, яке ніколи не підніметься.
Джек шукає «Втрачений Ключ», Кольвінію. Ключ і наслідки його використання паралельні прогресу Джека в його починаннях. В цілому, Ключ буде відповідати за порятунок Джека і його загибель.
Втікши з темної сторони, Джек отримує доступ до комп'ютера і за його допомогою знаходить Кольвінію. Це робить його непереможним, але не всемогутнім. Створивши бардак з правління за допомогою своєї нової сили, він звертається за порадою до Зірниці, який радить йому знищити Машину в Центрі Світу, яка підтримує стабільність світу, та запустити його обертання.
Роман закінчується тим, що Джек падає, можливо, до своєї смерті, але Зірниця, який був звільнений обертанням світу, мчить, щоб врятувати його. Доля цього неоднозначного героя залишається невідомою, — Джек, падаючи, розмірковує, чи досягне його Зірниця вчасно.

## Сприйняття
Лестер дель Рей сприйняв роман негативно, зазначивши, що, хоча перша частина була «незначним Желязни, досить приємною», кінець був «досить похмурий і потворний… [зрештою] нудний». Він прийшов до висновку, що основні риси біографії героя залишилися нерозкритими «і все здається досить безглуздим». Однак реакція читачів була в основному сприятливою, про що свідчить той факт, що роман був номінований на дві основні фантастичні премії (премії Г'юго і Локус).

## Додаткові оповідання про Джека Тіньового
На Желязни чинився тиск з боку фанатів написати продовження, але він відмовився: «я не мав наміру продовжувати його. Мені сподобалася така неоднозначна кінцівка». Замість цього, він написав кілька приквелів:
- «Ілюстрований Роджер Желязни» (англ. The Illustrated Roger Zelazny) містить коротку розповідь «Джек-Тінь» (Shadowjack), яка є приквелом до подій роману. Вона виконана в стилі графічного роману і була проілюстрована Греєм Морроу.
  - «Останній захисник Камелота» (1981, Underwood-Miller) передруковує розповідь «Джек-Тінь», але без ілюстрацій. Вона також з'являється в «Last Exit to Babylon: Volume 4: The Collected Stories of Roger Zelazny», NESFA Press, 2009.
- «Wizards» в редакції Bill Fawcett, Mayfair Games, 1983 містить біографію персонажа під назвою «Джек-Тінь». Вона була написана Роджером Желязни й містить аспекти історії персонажа, яких не було в романі чи оповіданні з однойменною назвою[4]. Вона також була перевидана в «Last Exit to Babylon».
- Іншим приквелом була «Земля Тіней» (англ. Shadowland), написана Желязни як план сценарію незнятого мультфільму[4]. Дія відбувається до подій роману і короткого оповідання й описує, як утворився дивний світ наполовину магії/наполовину науки «Джека Тіньового». Пізніше цей сценарій був розвинений та перебував в стадії створення графічного роману перед смертю Желязни, але проєкт був покинутий[4]. Історія вперше з'являється у «The Road to Amber: Volume 6: The Collected Stories of Roger Zelazny», NESFA Press, 2009.

## Алюзії й відсилання в інших творах
Пісню «Джек Тіньовий», написана за мотивами роману Дейвом Броком, Робертом Калвертом, Саймоном Кінгом і Саймоном Хаусом, з'являється в альбомі групи «Hawkwind» «PXR5» 1979 року.
У романі Деніела Кіса Морана «The Long Run», головного героя Трента Кастанавераса рятує від низької місячної орбіти космічний стелс-корабель Spacefarers Collective під назвою «Джек Тіньовий».
У 2010-му році було створено браузерну фентезі РПГ гру під назвою «Мир Теней», в якій роман взято за основу, як частину лору довкола якої базується світ (Твілайт).

## Номінації
- номінант на премію Г'юго, 1972[2]
- номінант на премію Локус, 1972[2]

## Переклади українською
- Желязни, Роджер (2020). Джек Тіньовий. Переклад з англ.: Денис Дьомін. Тернопіль: НК-Богдан. 144 стор. ISBN 978-966-10-6092-9.